# Charlotte Thitz
Charlotte Thitz, född 11 december 1799 i Lovisa, död 22 mars 1889 i Helsingfors, var en finländsk pedagog. Hon var privatlärare och flickskolelärare och anses vara en viktig representant för sin yrkesgrupp i Finlands historia.
Hon var dotter till miniatyrmålaren Anders Gustaf Thitz och Sofia Kristina Stichaeuksen. Hennes mor ska ha varit dövstum, men handlingskraftig. Hon utbildades i en tyskspråkig Töchterschule ("Dotterskola") i det då ryska Fredrikshamn, Finland. Hon var privatlärare i pianospel och guvernant hos förmögna familjer, och arbetade som flickskolelärare i Lovisa, och drev sedan en egen skola i Lovisa, i Vasa 1826–1841, och i Heinola 1857–1870. I dessa orter grundade hon ibland dess första skolor för flickor, även om informationen om ämnet är knapphändig. Allteftersom synen på utbildning för flickor förändrades, anpassade hon sin undervisning från etikett och pianospel till ekonomi och akademiska ämnen. 